# مخلوط راسمیک

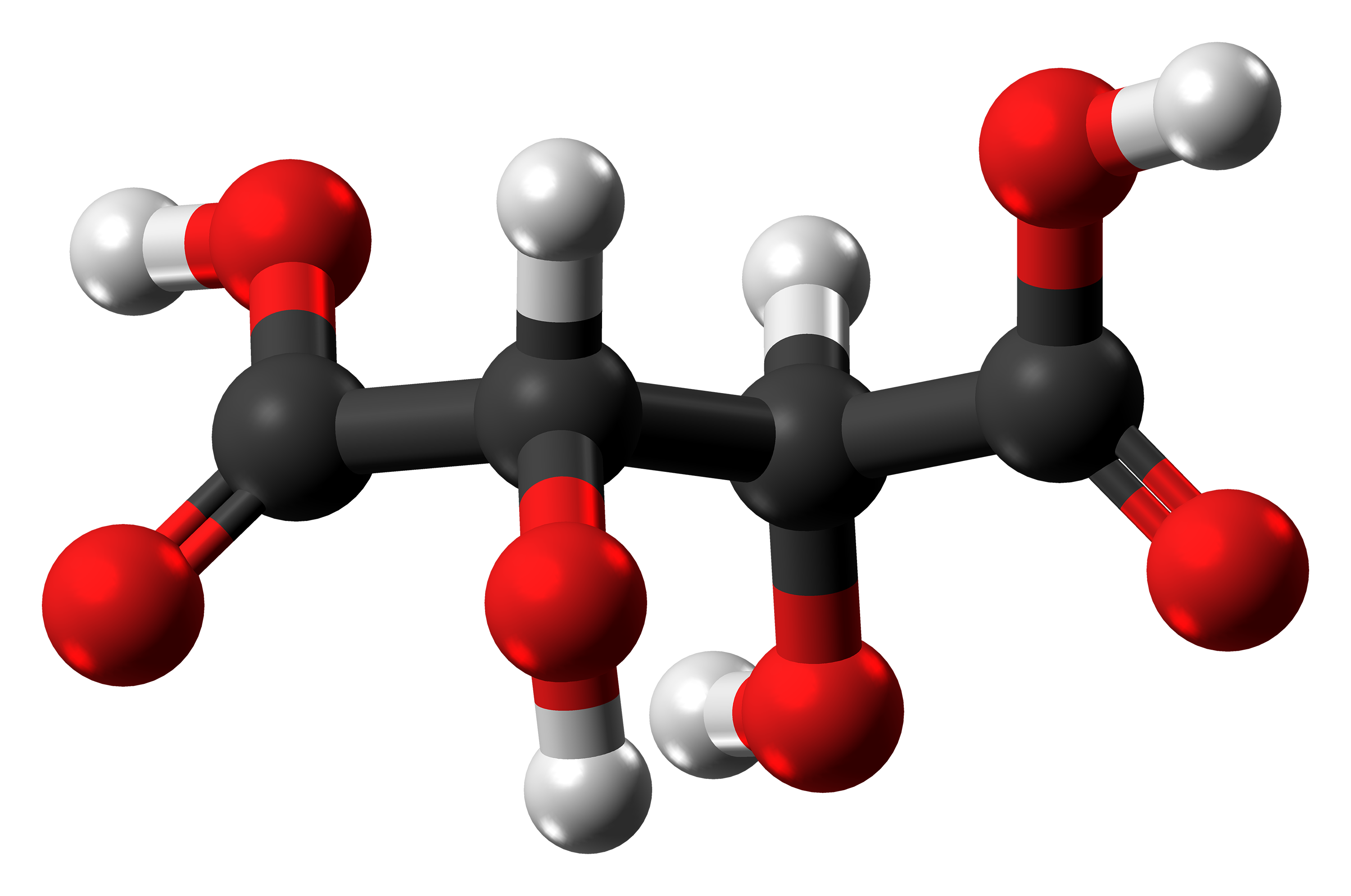
مخلوط راسمیک

مخلوط راسمیک به مخلوطی برابر از انانتیومرها موسوم است. یک مخلوط راسمیک از نظر نوری غیرفعال است. هنگامی که انانتیومرها با یکدیگر مخلوط شوند، چرخش حاصل از یک مولکول به وسیله چرخش برابر و مخالف انانتیومر خود خنثی می‌شود.
پیشوند ± را برای مشخص نمودن طبیعت راسمیک را در یک نمونه به کار می‌برند، به عنوان مثال (±)- لاکتیک اسید یا (±)- ۲- متیل -۱- بوتانول

## مقایسه مخلوط راسمیک و ترکیب ناکایرال
مقایسه مخلوط راسمیک با ترکیبی که مولکولهای آن بر تصاویر آینه‌ای خود قابل انطباق اند، یعنی با یک ترکیب ناکایرال مفید خواهد بود. هر دو آنها به دلیل مشابهی غیرفعال نوری هستند. به علت پخش اتفاقی تعداد زیادی ازمولکولها، برای هر مولکول که نور را تحت تأثیر قرار می‌دهد مولکول دومی وجود دارد که تصویر آینه‌ای آن بوده و از این رواثر اولی را خنثی می‌نماید. در یک مخلوط راسمیک این مولکول یکسانی می‌باشد. اما در مورد یک ماده فعال نوری که همراه با انانتیومر خود نمی‌باشد چنین حذف چرخشی نمی‌تواند وجود داشته باشد، زیرا مولکول دیگری که بتواندبه عنوان تصویر آینه‌ای آن عمل کند وجود ندارد و عامل پراکندگی مولکول‌ها هم در این مورد بی تأثیر است.

### خواص فیزیکی
هویت بیشتر خواص فیزیکی انانتیومرها یک نتیجه دارد که از نظر عملی فوق‌العاده مهم است. آنها رانمی‌توان با روشهای معمول نظیر تقطیر جزء به جزء جداسازی نمود، زیرا نقاط جوش آنها یکسان است؛ به وسیله تبلور نوبتی نیز قادر به انجام این کارنیستیم زیرا میزان انحلال آنها در یک حلال یکسان است (مگر این که حلال فعالنوری باشد)؛ به وسیله کروماتوگرافی این امر ممکن نیست زیرا آنها با قدرت مشابهی، بر روی یک جاذب جذب می‌شوند (مگر این که جاذب از نظر نوری فعالباشد).

### جداسازی مخلوط راسمیک به انانتیومرها
تفکیک یک مخلوط راسمیک را اولین بار پاستور با استفاده از عدسی و پنس انجام داد اما این روش را تقریبی و غیر دقیق است، زیرا مخلوط‌های راسمیک به ندرت تشکیل مخلوطی از بلورها را می‌دهند که قابل تشخیص از تصاویر آینه‌ای مانندشان باشند. حتی سدیم آمونیم تارتارات ایجاد چنین بلورهایی را نمی‌کند، مگر این که در پائین‌تر از ۲۸ درجه سلسیوس متبلور شود. از این رو یکی از عوامل مهم کشف پاستور هوای سرد پاریس بوده‌است. روش دیگری که اغلب برای تفکیک به کار می‌رود شامل استفاده از واکنشگرهای فعال نوری است. گرچه عموماً پاستور به خاطر کارهای بزرگش درمیکروب‌شناسی و پزشکی معروفیت یافته‌است، ولی در اصل یک شیمیدان بود.